# Chinaia serrata
Chinaia serrata är en insektsart som beskrevs av Rauno E. Linnavuori 1965. Chinaia serrata ingår i släktet Chinaia och familjen dvärgstritar. Inga underarter finns listade i Catalogue of Life.